# European Film Awards per il miglior montaggio
L'European Film Award per il miglior montaggio viene assegnato al miglior montatore dell'anno dalla European Film Academy.

## Vincitori e candidati
L'elenco mostra il vincitore di ogni anno, seguito dai montantori che hanno ricevuto una candidatura. Per ogni montatore viene indicato il titolo del film in italiano e il titolo originale tra parentesi.

### Anni 1990
- 1991:  Carla Simoncelli – Ultrà
- 1992:  Nelly Quettier – Gli amanti del Pont-Neuf (Les Amants du Pont-Neuf)

### Anni 2000
- 2005
  -  Michael Hudecek e  Nadine Muse – Niente da nascondere (Caché)
  -  Peter Przygodda e Oli Weiss – Non bussare alla mia porta (Don't Come Knocking)
  -  Hervé Schneid – Una lunga domenica di passioni (Un long dimanche de fiançailles)

### Anni 2010
- 2010
  -  Luc Barnier e Marion Monnier – Carlos
  -  Arik Lahav-Leibovich – Lebanon
  -  Hervé de Luze – L'uomo nell'ombra (The Ghost Writer)
- 2011
  -  Tariq Anwar – Il discorso del re (The King's Speech)
  -  Mathilde Bonnefoy – Drei
  -  Molly Marlene Stensgaard – Melancholia
- 2012
  -  Joe Walker – Shame
  -  Anne Østerud e Janus Billeskov Jansen – Il sospetto (Jagten)
  -  Roberto Perpignani – Cesare deve morire
- 2013:  Cristiano Travaglioli – La grande bellezza
- 2014:  Justine Wright – Locke
- 2015:  Jacek Drosio – Ciało
- 2016:  Anne Østerud e Janus Billeskov Jansen – La comune (Kollektivet)
- 2017:  Robin Campillo – 120 battiti al minuto (120 battements par minute)
- 2018:  Jarosław Kamiński – Cold War (Zimna wojna)
- 2019:  Giōrgos Mauropsaridīs – La favorita (The Favourite)

### Anni 2020
- 2020:  Maria Fantastica Valmori – Il varco
- 2021:  Mucharam Kabulova – Ada (Razžimaja kulaki)
- 2022:  Özcan Vardar ed Eytan İpeker – Kurak günler
- 2023:  Laurent Sénéchal – Anatomia di una caduta (Anatomie d'une chute)
- 2024:  Juliette Welfling – Emilia Pérez